# Tipula (Vestiplex) nubeculosa
Tipula (Vestiplex) nubeculosa is een tweevleugelige uit de familie langpootmuggen (Tipulidae). De soort komt voor in het Palearctisch gebied.